# Zirahuén
El pueblo de Zirahuén tiene dos muelles principales dan acceso a él: uno, muy corto, situado hacia su parte central, es el muelle popular. La entrada está rodeada por pequeños puestos de artesanías locales y varios restaurantes rústicos, algunos de ellos soportados por pilotes a la orilla del lago, propiedad de los pescadores y sus familias, donde se vende comida a precios módicos.
Al centro del pueblo se encuentra la parroquia, dedicada al Señor del Perdón, que conserva el estilo arquitectónico que prevalece en toda la región desde la llegada de los primeros misioneros. Tiene una amplia nave techada con una especie de bóveda de cañón con arcos de nervadura, hecha totalmente de madera, que demuestra una sorprendente y minuciosa técnica de ensamblaje.Frente a la iglesia hay una pequeña plaza con un kiosco de cemento y una fuente de cantera. Muchas calles están empedradas. Es común encontrar burros y vacas vagando tranquilamente por las calles.
Se puede admirar su lago del mismo nombre rodeado de casas de madera, conocidas como trojes. En sus riberas se encuentran servicios turísticos que incluyen cabañas y restaurantes, donde se realiza el comercio de truchas y pescado blanco. Su comida tradicional incluye charales secos y quesadillas rellenas de flor de calabaza o de huitlacoche (hongo del maíz).

## Toponimia
Como topónimo teogónico, referido a su contexto cosmogónico, es un vocablo de la lengua purepecha formado morfológicamente Sirá–uen–ini que sufre una metamorfosis, quedando finalmente el término Sirá–uen–i, con el significado de Lugar donde humea mucho o Lugar donde hay humo grande, por extensión El Lugar de la Neblina, El Paraíso Terrenal. (Los topónimos que tienen por terminación el sufijo ini, o simplemente i, como en este caso, la letra final i no se pronuncia. Por lo tanto lo escribiremos Siráueni, como topónimo geográfico y Sirháueni, como topónimo teogónico, y en ambos casos lo pronunciaremos tan sólo siráuen) Sirháueni (Zirahuén).

## Localización
Zirahuén se localiza en la porción centro–norte del estado de Michoacán, La zona se encuentra rodeada por bosques de pinos, encinos y madroños. Ahí se han construido varias cabañas que se rentan, convirtiéndose en un lugar ideal para el descanso y la contemplación de los atractivos naturales que ofrece la región lacustre.

## Clima
El clima de la cuenca es de tipo Cw (w2 )(w) i, templado con lluvias en verano, con proporción de precipitación invernal inferior a 5%; la temperatura media anual es de 15.7 °C y el promedio de precipitación anual de 1182.6 mm

## Gobierno
Las autoridades federales, estatales se encuentras presentes en la Ciudad de Morelia, capital del estado
y dada la cercanía del lago de Zirahuén, estas se desplazan cuando se requiere de su presencia.
Las autoridades municipales se localizan en la cabecera municipal de Salvador Escalante.
Desde octubre del 2003 se declaró caracol zapatista, y tiene como referencia histórica 25 años como unión de comuneros, aunque en Zirahuén se invirtieron en mejoramiento de la imagen urbana del centro histórico y la localidad, con casi dos millones y medio de pesos por parte del Gobierno del estado en el año 2011. Un hermoso camino de adoquín y empedrado forma un circuito que, tiene el propósito de facilitar el aprovechamiento turístico de la zona, y también, mejorar la calidad de vida de los habitantes de las comunidades aledañas, pues conecta, también, a Copándaro y Agua Verde; contribuye a romper el aislamiento de las comunidades más necesitadas porque hasta cerca de año 1970 se encontraba muy aislado

## Historia

### Descubrimientos humanos
En algunas referencias nos dicen que los primeros tarascos que habitaron la zona de Zirahuen llegaron probablemente de Naranjan, actualmente la zona del sitio conocido como La Naranje de Tapia, uno de los primeros asentamientos de esta raza michoacana. Otros documentos y relatos nos refieren la existencia de Zirahuen y sus pescadores aun antes de la conquista de los purepechas por los chichimecas. Es decir que tanto el pueblo como el oficio son muy antiguos.
En la Relación de Michoacán nos indica que durante la primera juventud de Tariacuri, Quaracuri era señor de Syraueni. Este recibe a Naca cuando va hacia el lago de Pátzcuaro a hacer gente de guerra:

Y partió- se Nacá y estaba un pueblo en el camino llamado Syráueni y era señor en él uno llamado Quarácuri, y pasó por su puerta Nacá, y díjole Quarácuri: "seáis bien venido, hermano..."

Además Gerhard nos comenta que en el año de 1577 se asigna cura al pueblo y a santa clara del cobre, siendo este el primer nombramiento plenamente documentado en el lugar, ya en abril de 1731 la real audiencia de la nueva España concedió a los nativos del lugar "Títulos Virreinales sobre la propiedad de sus tierras" aunque estos se contraponían a la cédula real de 1607 en favor de Juan Carrillo de Guzmán, mismo que se superó en 1733 mediante los "Autos de Zirahuen" que dio amparo a la comuna.

en patzcuaro el 22 de abril de 1733 la real audiencia ordeno:

"...a don felipe de guzman que no moleste en forma alguna a los naturales, ni se introdusca en sus tierras..."

Esto queda puntualmente entendido en el contexto de las políticas del virreinato de la Nueva España en la época en lo referente a la República de indios y particularmente a la república de indios de Pátzcuaro, que no poseía ejidos ni propios, aunque según quedó testimonio sí los barrios urbanos, así como todos los pueblos sujetos. Ya que el pueblo de Zirahuen, junto con santa clara y opopeo eran pueblos sujetos a la república de indios. y este rasgo quedó por muchos años ya que en el año de 1576 el ayuntamiento virreinal cambio hacia la ciudad de valladolid  hoy Morelia.
Diversas leyes, figuras jurídicas y formas de gobierno han pasado desde entonces en la región y han intentado vender y reorganizar los predios fallando en todos los intentos y agrandó los conflictos, por un lado la comunidad agraviada y por otro los inversionistas siempre perdiendo sus fondos. Todo esto desembocando en la declaratoria del 2003 como caracol zapatista.

### Leyendas
Cuenta la leyenda que a la llegada de los españoles a Michoacán, después de la caída de Tenochtitlan, un capitán se enamoró de Eréndira, la hermosa hija de Tangaxoan, Rey de los purépechas; la raptó y la escondió en un precioso valle rodeado de montañas. La princesa, erguida sobre una roca implorando a sus dioses del día y de la noche, Juriata y Járatanga, le enviaron un torrente de lágrimas con las que formó un gran lago al que se arrojó, convirtiéndola los hechiceros en sirena para que no muriera ahogada. Desde entonces, por su gran belleza, al lago se le llamó Zirahuén, que en purépecha significa "espejo de los dioses". Dicen que la sirena aún vaga por esas aguas y que en las primeras horas de la madrugada surge del fondo para encantar a los hombres malos, los ahoga y les arranca el corazón, colgando estos en el borde de la balsa, en agravio de quienes no saben conquistar con amor y reniegan del curso de la historia.

## Lago

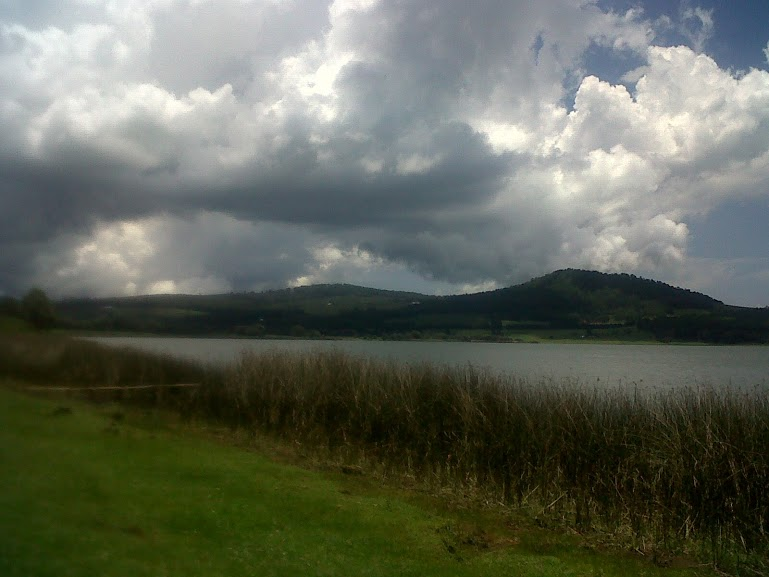
Lago Zirahuen

Lago Zirahuén comprenden una cuenca endorreica en el municipio de Salvador Escalante, estado de Michoacán, en el centro-oeste de México. Y se accede a él por la carretera federal número 14. En esta localidad se pueden comer los platillos típicos como los charales con chile. Cuenta con un muelle principal desde el que salen lanchas con turismo.
Es un pequeño lago montañoso profundo, con un fondo de arena que está parcialmente cubierto de lodo, que forma parte de la cuenca Lerma-Chapala.
El lago zirahuen es una cuenca de aproximadamente 270 km cuadrados y su escurrimiento medio anual estima en 56,000,000 m³. Lo alimentan los arroyos manzanillo y Zinamba.